# Matzendorf
Matzendorf est une commune suisse du canton de Soleure, située dans le district de Thal.

Vue aérienne (1955)